# Étienne Maison
Pour les articles homonymes, voir Maison (homonymie)#Patronyme.
Étienne Maison est un homme politique français né le 30 octobre 1847 au Quartier (Puy-de-Dôme) et décédé le 20 juin 1937 à Saint-Gervais-d'Auvergne (Puy-de-Dôme).
Pharmacien, il est maire de Saint-Gervais-d'Auvergne et conseiller général. Il est député du Puy-de-Dôme de 1910 à 1914, inscrit au groupe radical-socialiste.

## Sources
- « Étienne Maison », dans le Dictionnaire des parlementaires français (1889-1940), sous la direction de Jean Jolly, PUF, 1960 [détail de l’édition]